# Gregor Freches
Gregor Freches (Bütgenbach, 21 oktober 1962) is een Belgisch politicus voor de Duitstalige liberale partij PFF.

## Levensloop
Na het voltooien van zijn middelbare studies was Freches van 1980 tot 1981 werknemer bij KANE, een intercommunale voor economische ontwikkeling in de Belgische Noord-Eifel. Nadien was hij van 1981 tot 1989 rijkswachter, waarna hij aan de slag ging in de privésector. Eerst was hij van 1989 tot 1994 kaderlid in een meubelzaak, vervolgens van 1994 tot 2005 leidinggevende in een steenhouwerij en ten slotte van 2005 tot 2021 als directeur-bestuurder bij een isolatiebedrijf.
In 2014 stapte Freches in de politiek. In mei dat jaar werd hij voor de liberale PFF verkozen in het Parlement van de Duitstalige Gemeenschap. Hij was er van 2014 tot 2022 fractievoorzitter voor zijn partij en van 2019 tot 2022 secretaris. In april 2022 legde hij tevens de eed af als deelstaatsenator, als opvolger van zijn partijgenoot Alexander Miesen. Vanaf januari 2023 zetelde Freches in het bureau van de Senaat, hij was daarmee de eerste Duitstalige deelstaatsenator die deel uitmaakt van het leidinggevende orgaan van de Senaat. Freches bleef senator tot aan de verkiezingen van juni 2024.
Op 29 augustus 2022 werd hij met 89 procent van de stemmen verkozen tot voorzitter van de PFF. In deze functie volgde hij Kattrin Jadin op, die tot rechter in het Grondwettelijk Hof werd benoemd.
Sinds 1 juli 2024 is Freches minister van Cultuur, Sport, Toerisme en Media in de Duitstalige Gemeenschapsregering. 
Sinds december 2018 is hij eveneens gemeenteraadslid van Sankt Vith.